# 阿龙·布鲁克斯
阿龙·贾马尔·布鲁克斯（英語：Aaron Jamal Brooks，1985年1月14日—），美国职业篮球运动员，身高1.83米，司职组织后卫，现時為NBA紐約尼克雙向聯絡員。值得注意的是，虽然他在NBA的注册身高为6尺0寸（即1.83米），但有媒体怀疑他的真实身高并没有6英尺，只有大概5英尺10英寸(1.78米)，虚报身高是穿大的鞋測量以及为了争取更好的选秀顺位。

## 大學時期
布鲁克斯毕业于俄勒冈大学，以速度奇快，三分准著称，他是2007年度NCAA三分球大赛的冠军，在NCAA2006-07赛季比赛中布鲁克斯取得均场17.7分、4.3个篮板、4次助攻、1.4次抢断。三分球命中率达到40.4%，投篮命中率46.0%。

## 職業生涯

### 休士頓火箭 (2007-2011)
在2007年NBA选秀中于第一轮第26位为休斯敦火箭队选中，在2007赛季夏季联赛中有着出色的表现。
2009年2月在火箭交易走阿尔斯通后，他成为了休斯敦火箭队的主力控球后卫。
在2009年4月21日举行的NBA季后赛首轮第二场休斯敦火箭客场对战波特兰开拓者的比赛中，他在第四节的紧要关头，打出了28秒内得分11分的成绩，仅次于特雷西·麦格雷迪当年的35秒13分的表现，但最终因为其个人的一个致命的失误葬送了追平比分的机会，火箭队最终以103比107不敌开拓者队。
在2008-09季后赛中，他在13次出场中打出了16.8分3.4助攻的成绩。5月11日与湖人的比赛投中4记三分球，全场得到34分。
2009-10赛季中，布鲁克斯在已经结束的46场比赛中场均拿下19.1分、5.0次助攻，成为火箭队现时的得分王、助攻王，并在1月14日对阵森林狼的三加时比赛中30投14中，三分9投6中，罚球12罚9中拿下43分，创职业生涯新高。

### 鳳凰城太陽 (2011)
2011年2月14日，布魯克斯被火箭交易到太陽，換來戈蘭·達拉積和一個首輪選秀權。

### 廣東華南虎 (2011-2012)
在2011年NBA停擺期間，布魯克斯與CBA的廣東華南虎簽約。
布魯克斯帶領華南虎打入2012年總決賽，可惜不敵由斯蒂芬·马布里帶領的北京鴨。

### 沙加緬度國王 (2012-2013)
2012年7月16日，布魯克斯重返NBA，與沙加緬度國王簽下兩年合約。
2013年3月1日，沙加緬度國王決定買斷布魯克斯的合同。

### 休士頓火箭 (2013-2014)
2013年3月5日，布魯克斯與火箭簽下兩年合同，第二年為無保障合同。
為了騰出空間簽約德怀特·霍华德，火箭在6月30日放棄布魯克斯。然而，火箭簽下德怀特·霍华德後，重新與布魯克斯簽下一年底薪合同。

### 丹佛金塊 (2014-2015)
2014年，火箭釋出布魯克斯。丹佛金塊簽下布魯克斯。後在球季中交易給了芝加哥公牛。

### 芝加哥公牛(2014-2016)
交易給芝加哥公牛後擔任主力替補，球季結束後簽下一年合約。

### 印第安那步行者(2016-2017)
2016年7月21日，布魯克斯與遛馬隊簽約。

### 明尼蘇達灰狼(2017-2018)
2017年9月21日，布魯克斯與灰狼隊簽約。

### 臥龍崗老鷹(2019)
2019年6月20日，布魯克斯與澳洲職籃的老鷹隊簽約，然於同年10月28日因阿基里斯腱傷勢而賽季報銷。